# Synagoge (Leer)

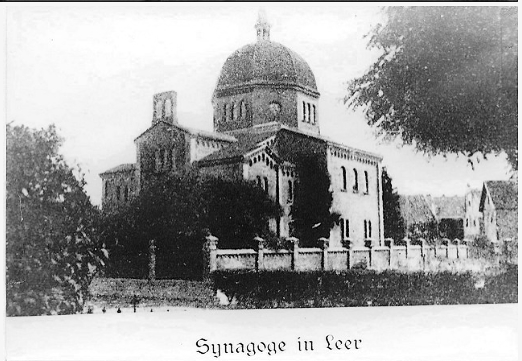
Synagoge in der Heisfelder Straße (1885–1938)

Die Synagoge in Leer an der Heisfelder Straße 44 wurde von der Jüdischen Gemeinde Leer seit ihrer Errichtung im Jahre 1885 bis zu ihrer Zerstörung 1938 genutzt. Während der Novemberpogrome 1938 hatten örtliche Nationalsozialisten das Gebäude in Brand gesetzt. In den Monaten danach löste sich die jüdische Gemeinde auf. Die letzten Juden verließen die Stadt im Jahre 1940.

## Geschichte
Ein erster Nachweis für jüdisches Leben in Leer stammt aus dem Jahr 1611. Die jüdische Gemeinde geht mit großer Wahrscheinlichkeit auf das Jahr 1650 zurück, als die erforderliche Zahl von zehn männlichen Gottesdienstbesuchern für einen Minjan erreicht wurde.

### Die erste Synagoge

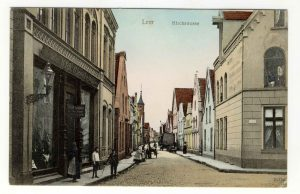
Erstes Bethaus in der Kirchstraße (Drittes Gebäude auf der rechten Seite). Postkarte um 1900

Zunächst fanden Gottesdienste in einem Gebäude an der Kirchstraße statt, das um 1690 als die drei Kronen genannt wird. Der Betraum befand sich in der dem Kaaksbrunnen zugekehrten Hälfte des Gebäudes. In der anderen Hälfte befand sich die Wohnung eines Juden. Der als Synagoge (damals Judenschule genannt) genutzte Teil des Gebäudes war in seinem Inneren durch ein Gitter in zwei Teile getrennt. Im vorderen Teil befand sich der Frauenraum, während der hintere Bereich den Männern vorbehalten war. Dort befanden sich auch die Ausstattungsgegenstände wie Betpulte, Leuchter und dergleichen. Letztmals wird dieses Haus im Jahre 1763 als jüdische Gebetsstätte bezeichnet. Später kaufte es Ch. G. Theune, der es zu einem Packhaus umbauen ließ.

### Die zweite Synagoge
1766 kaufte Meyer Isaacs nach eigenen Angaben „für die ganze Gemeinde“ das Grundstück an der Dreckstraße 2 in Leer (heute: Norderstraße). Das Eigentum wurde ihm für zehn Jahre übertragen. Im vorderen Teil stand sein Wohnhaus, im hinteren Teil eine Synagoge, welche sich durch Größe und Gestalt weit von dem alten Gebäude unterschied. Ausdrücklich erhielt die Leeraner Judenschaft den Auftrag, sich binnen zehn Jahren „in einer abgelegenen Straße ein anderes Gebäude zur Synagoge“ anzuschaffen, „da doch kein abgelegener Ort im gantzen Flecken vorhanden ist, als wo jetzt die Synagoge stehet.“ Letztendlich konnte die Gemeinde das Gebäude bis 1794 weiterhin als Synagoge nutzen.

### Die dritte Synagoge
1793 begann die Gemeinde mit den Planungen für den Bau ihrer ersten eigenen Synagoge. Ausschlaggebend dafür war eine Spende der Familie Katz, mit deren Hilfe die Gemeinde noch im selben Jahr ein Grundstück an der Pferdemarktstraße erwarb. Dort erbaute der Zimmermeister Isaak Woortmann ein 33 Fuß (ein Fuß entsprach in Preußen, zu dem Ostfriesland seit 1744 gehörte, ungefähr 30,9725 Zentimeter) langes, 25 Fuß breites und 20 Fuß hohes Gebäude.
Insgesamt verfügte das im März 1794 fertiggestellte Gebäude über sechs große, zwei kleine Fenster sowie am Obergang über zwei zusätzliche kleine Fenster und ein rundes Fenster im Ostgiebel. Alle waren mit einem steinernen Bogen, grobem Glas und mit Eisen versehen. Fußboden und Decke waren mit Holz verkleidet. Die Frauenempore befand sich an der Ostseite. In der 1794 fertiggestellten Synagoge gab es 64 Männer- und 29 Frauensitze auf Bänken, welche die Gemeinde zum größten Teil aus der alten Synagoge übernahm. Sie gehörten außer je einem Platz in der Männer- und im Frauenteil der Synagoge, die Eigentum des Leeraner Geldwechslers H. Jos. Wechsler waren, der Gemeinde.
Zu den Ausstattungsgegenständen gehörten sechs Gesetzesrollen (Tora) (eine in Gemeinde- und der Rest in Privatbesitz), sechs Vorhänge, zwei große Kronleuchter, zwei kleinere hängende Armleuchter, 32 kleine feststehende Leuchter sowie 12 blecherne Leuchter, eine silberne (…) Dose, ein silberner Becher, ein großer Stuhl zum Beschneiden, eine hölzerne Kiste und drei Zeigestäbe (Jad), die sich in Privatbesitz befanden.
Neben der Synagoge stand ein gemeindeeigenes Wohnhaus, in dessen Kellerraum sich das Frauenbad befand. 1843 ließ die Gemeinde die Synagoge renovieren. Der Bauzustand wird 1849 als gut beschrieben, die Einrichtung des Männerteils als zweckmäßig, der des Frauenraums aber als verbesserungswürdig beschrieben.

### Die vierte Synagoge

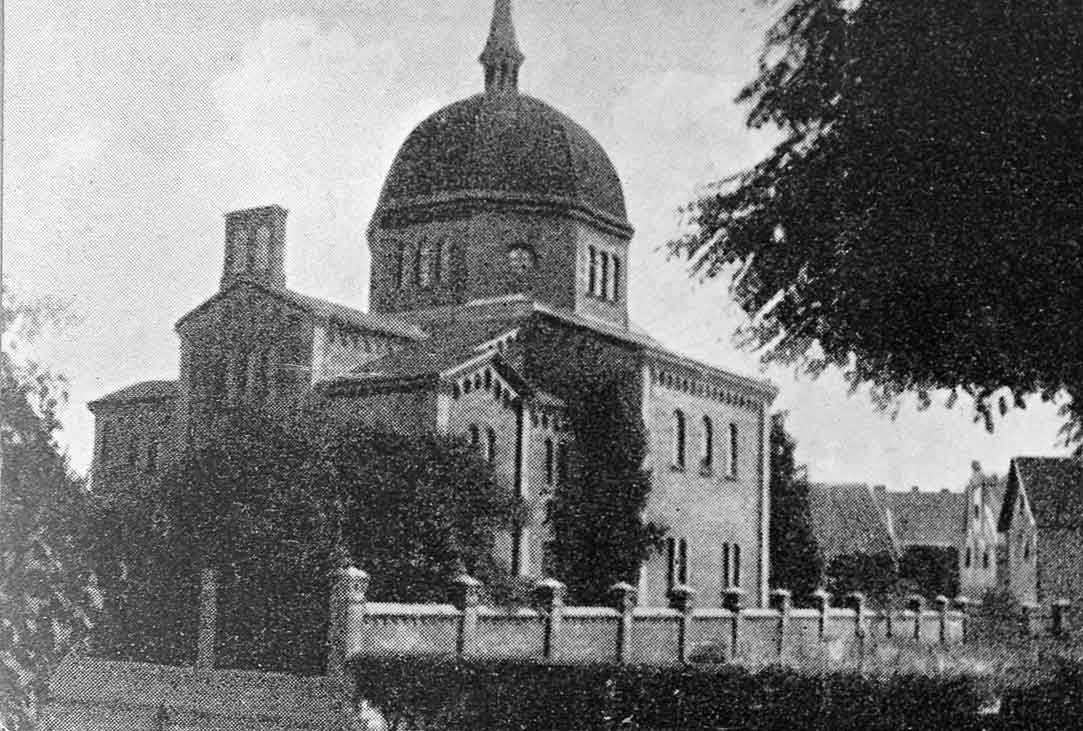
Die Synagoge an der Heisfelder Straße um 1900.

In den 1870er Jahren scheint sich der Zustand der Synagoge verschlechtert zu haben, so dass die Gemeindeversammlung am 29. März 1880 einen Neubau beschloss. Diesen Wunsch trugen Vertreter der Gemeinde am 5. April 1880 dem Magistrat der Stadt vor und erklärten, die bisherige Synagoge an der Pferdemarktstraße „... sei baufällig und den Anforderungen, die die Gemeinde an ein Gotteshaus stellt, in keiner Weise genüge. Es sei auch bereits ein vorläufiger Kredit über 50.000 Mark gewährt worden ...“.
Die Planungen zogen sich danach hin. Im September 1883 gab der Landrabbiner bekannt, keine rituellen Bedenken gegen die Ausführungen der vorliegenden Baupläne zu haben. Der Gemeindevorstand bat den Magistrat der Stadt und die Landdrostei Aurich um eine Baugenehmigung sowie die Erlaubnis zu einer Anleihe der erforderlichen Baugelder in Höhe von 36.000 Mark. Am 23. November wurde schließlich die Bauerlaubnis erteilt.
Die neue Synagoge entstand daraufhin auf einem Grundstück an der damals wenig bebauten Heisfelder Straße. Nach anderthalbjähriger Bauzeit weihte die Gemeinde die neue Synagoge am 28. Mai 1885 mit einem großen Festprogramm ein. Neben einem Festgottesdienst fanden eine Synagogenfeier, ein Diner, ein Konzert und ein Festball statt. An den Feierlichkeiten nahmen neben Landrabbiner Peter Buchholz auch der Leeraner Bürgermeister Julius Wilhelm Engelbrecht Pustau, drei Mitglieder des Bürgervorsteher-Collegiums und weitere Vertreter der Stadt Leer, hohe Beamte und Gäste aller Konfessionen teil. Die Emder Liedertafel sorgte für den musikalischen Rahmen. Das Leeraner Anzeigenblatt berichtete sehr wohlwollend über die Eröffnung und lobte ausdrücklich die ansprechende Innenausstattung. Es empfahl all seinen Lesern, der Synagoge einen Besuch abzustatten. Diese wertete das Stadtbild enorm auf. Am nördlichen Eingang zur Stadt stand nun einer der eindrucksvollsten Synagogenbauten Nordwestdeutschlands. Das alte Synagogengebäude verkaufte die Gemeinde nach Fertigstellung des Neubaus an der Heisfelder Straße an den Torfkaufmann Michel Hans, der es zu einem Wohnhaus umbauen ließ, das 1982 abgebrochen wurde.
1910 eröffnete die Gemeinde ihre neuerbaute jüdische Schule an der heutigen Ubbo-Emmius-Straße, die bis heute erhalten ist.

### Baubeschreibung
Die Leeraner Synagoge ging auf Pläne Hermann Schatteburgs zurück. Der Architekt aus Langenbielau (heute: Bielawa) in Schlesien entwarf einen neoromanischen Zentralbau in Form eines griechischen Kreuzes. Im Detail zeigte der Bau deutlich maurische Stilelemente auf. Die hohe Kuppel über der Vierung prägte von 1885 bis 1938 das Stadtbild mit. Über ihrem Haupteingang befanden sich zwei Gebotstafeln.
Die Leeraner Synagoge unterschied sich durch ihren romanischen Baustil und den maurischen Zierelementen von den anderen Gebäuden der Stadt. Schon bald galt sie als Sehenswürdigkeit. 1902 beschreibt Albert Stockvis aus Bremerhaven den Bau in seinem „Führer durch Ostfriesland, die Nordseebäder, Jever und Umgegend“: „[...] Nun gehen wir in die Wilhelmstraße, biegen links ab und gelangen in die Heisfelderstraße, an der wir die 1885 von Gerdes im maurischen Stil erbaute Synagoge erblicken. Inneres sehenswerth. Bemerkenswerth sind sechs Paar silberne, aus dem 17. und Anfang des 18. Jahrhunderts stammende Kronen der Gesetzesrollen, ferner gestickte, schön ausgeführte Vorhänge und Mäntelchen über Gesetzrollen aus derselben und auch aus neuerer Zeit.“

### Nationalsozialismus und Novemberpogrome 1938
Nach der Machtübernahme der Nationalsozialisten im Jahre 1933 hatten die Juden in Leer unter Repressionen staatlicher Organe zu leiden. Drei Wochen vor dem reichsweiten Schächtverbot umstellten am 31. März 1933 bewaffnete SA-Männer die Synagoge und erzwangen die Herausgabe der Schächtmesser. Diese verbrannten sie anschließend mit zwei schwarz-rot-goldenen Fahnen als Identifikationssymbolen der von ihnen verhassten Weimarer Republik auf dem Marktplatz.
Trotz der Repressionen fand vom 21. bis 23. Juli 1935 eine Feier zum 50-jährigen Bestehen der Synagoge und zum 25-jährigen Bestehen der jüdischen Schule statt, an der viele auswärtige Gäste teilnahmen. Im Verlauf der Feier wurden dem Lehrer zur Erweiterung der Schülerbibliothek hohe Geldspenden übergeben. Landrabbiner Blum überbrachte die Glückwünsche des Landesverbandes. Im Juli 1939 musste die jüdische Schule schließen.
In der Nacht vom 9. auf den 10. November 1938 kam es auch in Leer zu den von der Reichsleitung der Nationalsozialisten befohlenen Ausschreitungen gegen die Juden, die später als „Reichskristallnacht“ oder Novemberpogrome 1938 bezeichnet wurden. Die Gauleitung Oldenburg rief den Bürgermeister der Stadt Leer Erich Drescher, zu Hause an und informierte ihn und in groben Zügen über die geplanten Aktionen. Zusammen mit seinem Neffen, der zufällig zu Besuch weilte, wurde er von seinem Fahrer Heino Frank zum Rathaus gebracht, wo er mit dem für den Landkreis Leer zuständigen Standartenführer Friedrich Meyer und Sturmbannführer Vollmer eine Unterredung führte, die der Abstimmung der Aufgabenbereiche diente. Beide wurden in dieser Nacht wahrscheinlich unabhängig voneinander über die Vorgänge informiert.
Meyer begab sich nach dem Gespräch nach Weener, um den Befehl zur Zerstörung der dortigen Synagoge an den Führer der SA, Sturmbannführer Lahmeyer, weiterzugeben. Währenddessen sammelte sich die SA auf dem Uferplatz im Leeraner Hafen und marschierte weiter zum Lyzeum an der Gaswerkstraße, dem heutigen Teletta-Groß-Gymnasium. Dort wurden die Männer in verschiedene Trupps zum Anzünden der Synagoge und zur „Aufholung“ der Juden eingeteilt. Ebenso sollte die Wohnung des Kantors und Vorsängers Joseph Wolffs „ausgeräuchert“ werden. Die Synagoge in der Heisfelder Straße wurde gegen zwei Uhr nachts mithilfe von Benzin in Brand gesetzt. Nach Angaben von Frau Wolffs hat der Bürgermeister selbst mit einer Fackel die Vorhänge vor den Heiligen Tafeln in Brand gesetzt. Die anwesende Leeraner Feuerwehr beschränkte ihre Tätigkeit unter den Augen Erich Dreschers anweisungsgemäß auf den Schutz der Nachbarhäuser („Hier wird nicht gelöscht, das Ding muß weg!“ soll Drescher auf den Gefahrenhinweis der Feuerwehr entgegengebracht haben). Fast sämtliche Juden aus der Stadt und dem Landkreis Leer wurden im städtischen Viehhof auf der Nesse zusammengetrieben und misshandelt. Frauen und Männer wurden voneinander getrennt. Die Frauen verblieben im Schlachthaus, die Männer wurden im Schweinestall eingesperrt. Im Laufe des Vormittags des 10. November löschte die Feuerwehr den Brand weitgehend. Frauen, Kinder und nicht arbeitsfähige Männer wurden auf dem Viehhof entlassen, sodass noch 56 Männer, zusammen mit etwa 200 anderen jüdischen Ostfriesen, nach Oldenburg überführt wurden. Dort wurden sie in einer Kaserne zusammengetrieben. Rund 1.000 jüdische Ostfriesen, Oldenburger und Bremer wurden anschließend in einem Zug in das Konzentrationslager Sachsenhausen nördlich von Berlin deportiert, wo sie bis Dezember 1938 oder Anfang 1939 in den Lagern inhaftiert blieben. Nach und nach wurden sie mit der Auflage, das Land so schnell wie möglich zu verlassen, wieder freigelassen.
Im Auftrag der Stadt Leer beseitigte ein Transport-Unternehmen die Brandruine in der Zeit vom 20. November bis zum 20. Dezember 1938. Erhalten blieb der Synagogenkeller mit dem Tauchbad. Er sollte als Luftschutzkeller hergerichtet werden, was jedoch nicht geschah. Im Oktober 1939 erwarb die Stadt Leer das Grundstück, auf dem einst die Synagoge stand. Anfang des Jahres 1939 nahm Lehrer Hirschberg den Dienst in der ehemaligen jüdischen Schule wieder auf. Nach Zerstörung der Synagoge fanden dort auch die Gottesdienste statt. Die Gemeinde löste sich jedoch nach den Novemberpogromen schnell auf. Die letzten Juden verließen die Stadt im Frühjahr 1940. Ihre Spur verliert sich in den Vernichtungslagern.

## Nach 1945

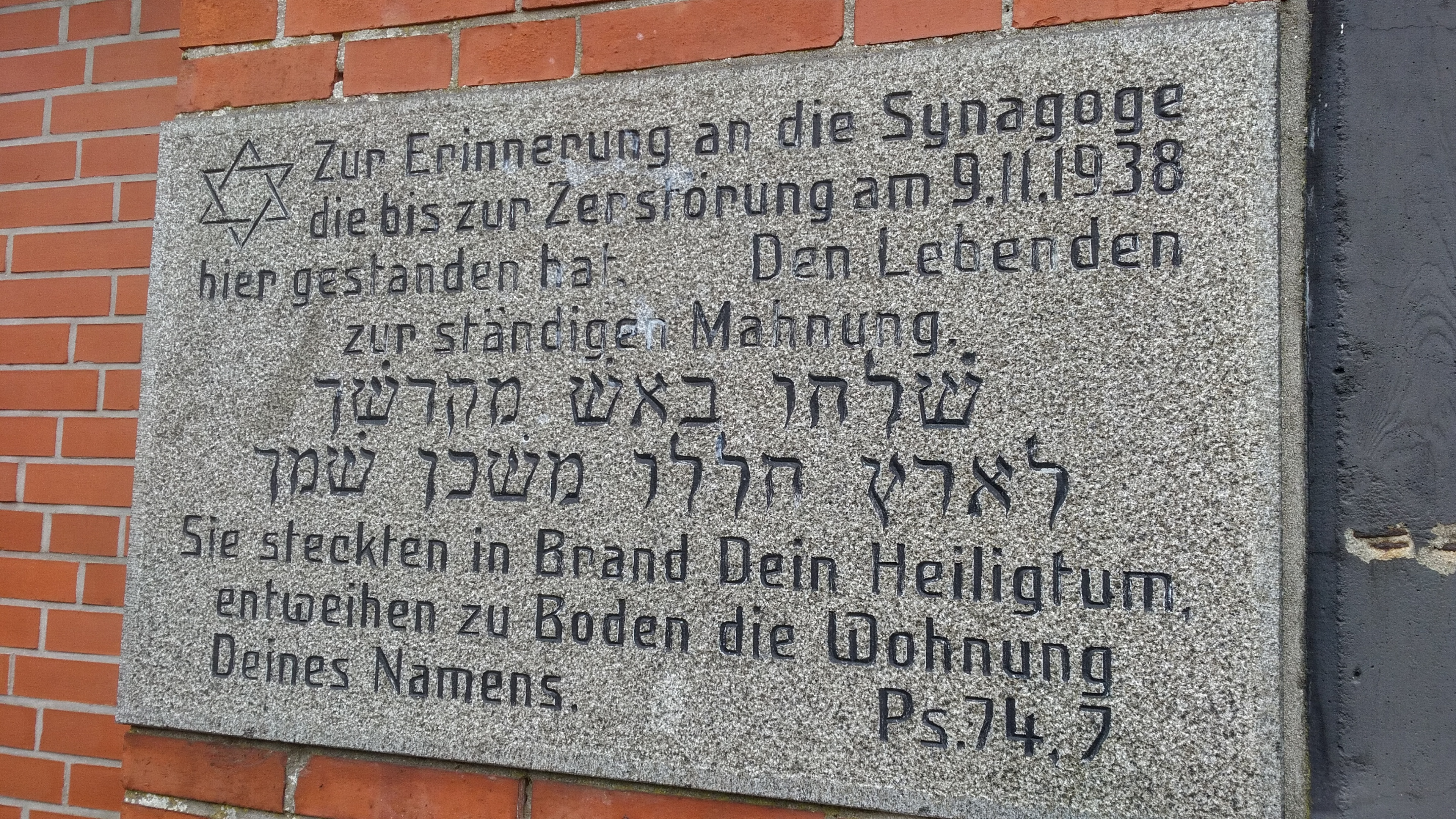
Gedenkstein am ehemaligen Standort an der Heisfelder Straße

### Juristische Aufarbeitung
Die Prozesse gegen die Hauptverantwortlichen für die Novemberpogrome 1938 in Leer wurden vom 22. März bis zum 1. April 1950 unter der Leitung von Landgerichtsdirektor Pfeffer in einem Saal des Leeraner Rathauses geführt. Vor Gericht standen 19 ehemalige SA-Männer. Ihnen wurden „Zusammenrottung, Freiheitsberaubung, Gewalttätigkeiten, Plünderung und Verbrechen gegen die Menschlichkeit“ vorgeworfen. 16 wurden freigesprochen, zwei zu neun Monaten und einer zu acht Monaten Haft verurteilt. Der ehemalige Bürgermeister Erich Drescher befand sich nach Kriegsende in alliierter Internierung. Das Schwurgericht in Aurich verurteilte ihn 1951 zu einer Haftstrafe, die jedoch infolge medizinischer Gutachten („eingeschränkte Verantwortlichkeit“) auf 21 Monate Zuchthaus festgesetzt wurde. Durch die Internierungshaft galt die Strafe als abgegolten. Sein Bildnis ließ die Stadt Leer im Jahre 2000 nach einer längeren Auseinandersetzung aus der Galerie der Amtsträger entfernen. Dazu wurde diese in Ehrengalerie der Amtsträger umbenannt.

### Synagogengrundstück und Gedenkstätte
Das Synagogengrundstück lag in der Folge brach, bis in den 1960er Jahren auf dem Gelände eine Werkstatt und eine Waschhalle für die benachbarte Tankstelle errichtet wurden. Am 12. September 1961 wurde eine Gedenktafel an dem Grundstück angebracht, die an die Pogromnacht erinnert. 1982 wurde eine der beiden Gebotstafeln, die sich über dem Haupteingang befanden, in einem Schrebergarten wiedergefunden. Dessen Besitzer, ein am Pogrom beteiligter SS-Mann hatte sie als Treppenstufe genutzt. In dieser Funktion verblieb sie bis zum Tod des Mannes im Jahre 1982. Durch eine Initiative Leeraner Bürger wurde die Tafel 1984 nach Israel verbracht und dort an der Synagoge Ichud-Schiwat-Zion in der Ben-Jehuda-Straße in Tel Aviv angebracht. Für die Gedenkstätte auf dem jüdischen Friedhof an der Groninger Straße wurde eine Kopie angefertigt.
Am 10. November 2002 wurde eine neue Gedenkstätte auf der dem Synagogen-Grundstück gegenüberliegenden Straßenseite der Öffentlichkeit übergeben. Sie besteht aus einem in den Boden eingelassenen Davidstern, drei Stelen mit Tafeln, die Angaben zur jüdischen Gemeinde Leer und die Namen aller Ermordeten enthalten. An der bisherigen Gedenktafel wurde zusätzlich eine Platte mit einer Darstellung der Synagoge angebracht. Autowerkstatt und Tankstelle sind inzwischen geschlossen und verfallen seither. Seit 2013 gab es Pläne der Stadt Leer und der Ostfriesischen Landschaft, die Reste der Synagoge auszugraben. Neben dem Keller der ehemaligen Synagoge wurde auch ein Ritualbad (Mikwe) unter der Erde vermutet.

### Archäologische Untersuchung
Im September 2019 legte der Eigentümer der Fläche Pläne zur neuen Bebauung der brachliegenden Flächen vor. Im Neubau soll laut Aussage der Planer ein Anbau mit einem Raum der Stille auf die Synagoge hinweisen. Der Archäologische Dienst der Ostfriesischen Landschaft führte im Vorfeld der Neubebauung eine archäologische Untersuchung durch. Im Zuge der Untersuchungen ließ sie im Juni 2020 zwei Baggerschnitte auf dem Gelände durchführen. Im ersten Schnitt entdeckten die Archäologen in zwei Metern Tiefe das Fundament der nördlichen Außenwand der Synagoge, deren genaue Lage auf dem Grundstück damit geklärt ist. Auf dem Fundamentboden fanden sich die Brandschicht des Feuers aus dem November 1938 sowie eine etwa 50 cm mächtige Lage aus Bau- und Brandschutt der Synagoge. Der zweite Schnitt öffnete den Eingang in das Untergeschoss der ehemaligen Rabbinerwohnung. Dort führen drei Stufen hinab auf einen rötlichen Zementestrich. In diesem Bereich ist nach den Bauplänen der Eingangsbereich in den Heizungskeller und möglicherweise auch in das Tauchbad zu finden. Um die letzten Reste der Synagoge vor ihrer endgültigen Zerstörung zu dokumentieren, sollen in Abstimmung mit der Stadt Leer sowie der Bauherrengesellschaft weitere archäologische Untersuchungen stattfinden. Anschließend wird das Gelände neu bebaut.